# ジョングルール
ジョングルール（仏: jongleur）は主にフランスにおける「大道芸人」の事。中世フランスに現れ、各地を遍歴して民衆文化の伝播や伝承の担い手としての役目をはたした。現代でも大道芸人を指す言葉として生きている。また現代に於いてはミンストレルと共に吟遊詩人を表す言葉として使われる事も多い。

## 概説
ラテン語で「道化者」を意味するジョクラトル（joculator）に起源を持つ、古フランス語のジョグラール（jogleor）に由来する。何時頃から現れたか良くわかっていない。イベリア半島へイスラム勢力が流入して来た時期に重なるために、それと結びつける説があるが、彼らを外国人とした記述は無い。
一番古い記録としては8世紀のものが知られるが、教会から「ミサ等の集会に混じり、音を立てたり騒いだりする」と危険視されていたようである。一方で、民衆の教会への参加を集う方便として彼らが宣伝に用いられていた事もあった。彼らの多くは専門職としてそれで生計を立てていたと思われるが、10世紀頃には農閑期の食い扶持の稼ぎとして大道芸を奨励する布告が現れているので、農民達も混じっていたと思われる。
また集団で各地を転々と遍歴するのが一般的であったようだが、エスタンピーなどの器楽演奏やシャンソンなどの歌唱、ジャグリングや簡単な手品などの余興を演じるためや、吟遊詩人のトルバドゥールやトルヴェール達に雇われてその伴奏や歌い手として宮廷に出入りする者もおり、その中の非常に優れた者は、例えばアダン・ド・ラ・アルの様にミンストレルとして宮廷に仕える者も現れた。また、マルカブリュのようにジョングルールからトルバドゥールに出世する者や、ガウセルム・ファイディトの様に没落してジョングルールになった者も少なくなかったようである。
日本の琵琶法師などと同様に、騎士文化を反映して各地で作られたシャンソン・ド・ジェスト（武勲詩）などを伝承し、中世西洋の代表的な文学作品である『ローランの歌』、シャンパーニュの宮廷に逗留していた吟遊詩人クレティアン・ド・トロワによる『聖杯の物語』（アーサー王物語）等の形成に果たした役割は非常に大きかったと見られている。
こうして文化の担い手として大きな影響を持っていたが、一方で地位的には底辺（アウトカースト）と見られ、物乞い達と呼ばれるなど長い間差別されていた。
13世紀は騎士階級の没落とともに彼らの存在感が増した時期で、『ジョングルールの黄金の世紀』と呼ばれる程勢力を伸ばし、フランス各地に技術の向上や互助的な目的でピュイと呼ばれる友愛組合や音楽組合を結成し、地位の向上を図るなど積極的な活動を示した。15世紀頃にはそうした組合によって飛躍的に技術が向上した彼らは、それぞれの道に秀でた演芸者、例えば演奏家や舞踏家、歌手などの専門職に分化していった。